# Philodromus partitus
Philodromus partitus là một loài nhện trong họ Philodromidae.
Loài này thuộc chi Philodromus. Philodromus partitus được Roger de Lessert miêu tả năm 1919.